# Metropolia Oristano
Metropolia Oristano – jedna z trzech metropolii Kościoła rzymskokatolickiego na Sardynii. Powstała w XI wieku. W jej skład wchodzą metropolitalna archidiecezja Oristano oraz diecezja Ales-Terralba. Od maja 2019 godność metropolity sprawuje abp Roberto Carboni. 